# Kasakh (Kotayk)
Pour l’article homonyme, voir Kasakh.
Kasakh ou Qasakh (en arménien Քասախ) est une communauté rurale du marz de Kotayk, en Arménie. Elle compte 5 464 habitants en 2008.